# Shift-Work
Shift-Work — четырнадцатый студийный альбом британской рок-группы The Fall, записанный в шеффилдской FON Studios в конце 1990 — начале 1991 года с продюсерами Робертом Гордоном и Крэйгом Леоном при участии Гранта Шоубиза и выпущенный 15 апреля 1991 года записывающей компанией Cog Sinister Records.

## История
Альбом Extricate получил прекрасные отзывы, но у Смита осталось ощущение, что нужно что-то делать с группой — и срочно. «…Мы были секстетом, почти септетом, если считать Кенни (Брэди), скрипача. Да и ещё и флейтист был. Превращались в Ian Dury And The Blockheads. Мартин воспринял <увольнение> легко. Марша — не очень. Но мы начинали терять органичность», — позже говорил Смит. Уход Мартина Брамы, как отмечали критики, сказался на качестве песенного материала. После выхода Extricate Брама вместе со Смитом подготовил к записи практически весь материал следующего альбома, но только одна из этих песен («Rose») оказалась включённой в Shift-Work. Пластинка была формально разделена на две половины: «Earth’s Impossible Day» и «Notebooks Out Plagiarists», но, как отмечал Trouser Press, они мало чем друг от друга отличались. Песня, которую многие отметили в качестве центральной, «Edinburgh Man» («Прочувствованный гимн второй родине Марка». — С. Далтон, VOX), писалась в течение полутора лет. Остальные были сколочены наскоро, за те несколько недель что The Fall записывались в Шеффилде.
«Я всегда хотел сделать такой альбом: 12 коротких металлизированных отличных песен», — говорил Смит.

### Идеи альбома
Марк Э. Смит рассказывал, что название и общая тематика альбома вышли из песни «Shift-Work». «Я захотел написать песню о самом обычном рабочем человеке. О простых людях. Вы должны знать, что 15 процентов рабочего населения этой страны работают посменно», — говорил он в интервью Melody Maker.
Основную идею альбома рецензент NME формулировал так: «Англия катится ко всем чертям и в чертей превращается новое поколение воспитываемое телевидением». Программной он считал песню «The War Against Intelligence», выражавшую взгляды Смита на то, что виделось тому «всеобщим движением к идиотизму и некомпетентности». Более того, Смит утверждал, что и сам альбом назвать War Against Intelligence, но отказался от этой идеи из-за начала войны в Персидском заливе. «Сейчас действительно идёт война против интеллекта. Я так думаю, хоть сам и не интеллектуал. Интеллект всерьёз преследуется во всех сферах… Это как подводное течение всей жизни. Никто не хочет хорошо строить. Никто не хочет ходить в школу, читать…», — говорил он.

### Отзывы критики
Альбом Shift-Work, как отметил рецензент Allmusic, ознаменовал смещение группы к песенным поп-структурам. Критик отметил также, что значительная часть песен Смита носит здесь «интроспективный» характер. «Edinburgh Man», размышления Смита об Эдинбурге, по его мнению, выглядит «на удивление беззлобной». В одной из рецензий на альбом NME назвал её одной из лучших песен The Fall. Песня (наряду с «The Book of Lies») отмечена в числе лучших и рецензентом Trouser Press; в остальном же, по мнению последнего, группа звучит «на автопилоте».
Другой автор NME Роджер Мортон отметил, что в этом альбоме «…вокал стал более завывающим, весь альбом бурлит шумовыми искажениями, словно отказываясь служить данс-технологии».
Стивен Далтон (VOX) счёл, что альбом превзошёл Extricate «масштабами брутальной мощи и эпической чувственности». Согласно Select, «травмы», подобные тем, что испытал состав, «любую группу отправили
бы пожизненно в безработные, но — не таковы великие Fall. Вместо этого они пошли и сделали свой самый жёсткий, смешной и сжатый альбом», — писал рецензент Эндрю Харрисон.

### Места в чартах
- В мае 1991 года альбом Shift-Work поднялся до #17 в UK Albums Chart[10].
- В списке 50 лучших альбомов 1991 года журнала Select альбом Shift-work занял 7 место[5].

## Состав участников
| The Fall - Mark E Smith — вокал - Craig Scanlon — гитара - Steve Hanley — бас-гитара - Simon Wolstencroft — ударные, клавишные - Kenny Brady — вокал, скрипка | Приглашённые музыканты - Cassell Webb — вокал - Dave Bush — студийные эффекты - Craig Leon — орган, гитара - Martin Bramah — гитара (трек 11) - Marcia Schofield — флейта (трек 11) |  |

## Список композиций

### Оригинальный релиз (UK)
1. «So What About It?» (Mark E. Smith, Craig Scanlon, Simon Wolstencroft) — 3:25
2. «Idiot Joy Showland» (Smith, Steve Hanley) — 3:43
3. «Edinburgh Man» (Smith, Scanlon) — 4:44
4. «Pittsville Direkt» (Smith, Hanley, Scanlon) — 4:02
5. «The Book of Lies» (Smith, Scanlon) — 2:58
6. «The War Against Intelligence» (Smith, Scanlon) — 3:17
7. «Shift-Work» (Smith, Scanlon) — 4:38
8. «You Haven’t Found It Yet» (Smith, Scanlon) — 4:07
9. «The Mixer» (Smith, Scanlon) — 3:37
10. «A Lot of Wind» (Smith) — 3:46
11. «Rose» (Smith, Scanlon) — 3:20
12. «Sinister Waltz» (Smith) — 4:13

#### Комментарии к песням
- Idiot Joy Showland. Обозреватель журнала Select отметил её как выдающуюся: это «…обжигающая тирада в адрес Мэдчестера с его клоунадой ('бесформенные трусы, трепещущие на ветру')»[5]. «Но песня вообще об отношении <к музыке>, не только о Манчестере. Опять-таки о конкуренции. Как сказал мне недавно один промоутер, они сегодня — кучка маленьких девочек. И это правда. Они говорят только об одежде и местах в чартах. Это началось году в 1987, точно сказать не могу, но как-то совпало с модой на семплинг. Музыканты из новых групп заявляются в студию, когда ты микшируешь и совершенно откровенно спрашивают: сколько тут bpm? Я им: Вам-то какое дело? Вон отсюда!»[11]. — Марк Э. Смит. Q, 1992.
- Edinburgh Man. «…По откровенности выражения чувств даже затмил собой Bill Is Dead, став одним из самых смелых заявлений Смита. Брак распался, и Смит словно бы запечатлел себя пробирающимся сковь обломки»[2]. — Volume #4.
- You Haven’t Found It Yet. — «Эта песня о человеке, разъезжающем по Лондону. Но должен вам признаться, в конце предрождественского тура мне пришлось взять пластинку, чтобы проверить слова, и я не смог их там сам разобрать. Mental saw-down of your head! — Не знаю, возможно я имел в виду диаграмму черепа, распиленного пополам?»[11], — Марк Э. Смит, Q, 1992.

## Переиздания
Альбом Shift-Work был переиздан на Voiceprint в 2002 году. В релиз вошли два бонус-трека: «Blood Outta Stone» и «Xmas With Simon». В мае 2007 года альбом вышел также на Universal.